# Tiltott adatszerzés
A tiltott adatszerzés egy bűntett, amelyet Magyarországon a Büntető Törvénykönyv 422. §-a szabályoz.
A Btk. XLIII. fejezetébe tartozik, amelynek címe: Tiltott adatszerzés és az információs rendszer elleni bűncselekmények.

## Törvényi tényállása
Aki személyes adat, magántitok, gazdasági titok vagy üzleti titok jogosulatlan megismerése céljából
- a) más lakását, egyéb helyiségét vagy az azokhoz tartozó bekerített helyet titokban átkutatja,
- b) más lakásában, egyéb helyiségében vagy az azokhoz tartozó bekerített helyen történteket technikai eszköz alkalmazásával megfigyeli vagy rögzíti,
- c) más közlést tartalmazó zárt küldeményét felbontja vagy megszerzi, és annak tartalmát technikai eszközzel rögzíti,
- d) elektronikus hírközlő hálózat - ideértve az információs rendszert is - útján másnak továbbított vagy azon tárolt adatot kifürkész, és az észlelteket technikai eszközzel rögzíti,

bűntett miatt 3 évig terjedő szabadságvesztéssel büntetendő.
Az (1) bekezdés szerint büntetendő, aki fedett nyomozó vagy a bűnüldöző hatósággal, illetve titkosszolgálattal titkosan együttműködő személy kilétének vagy tevékenységének megállapítása céljából az (1) bekezdésben meghatározottakon kívül információt gyűjt.
Az (1) bekezdés szerint büntetendő, aki az (1)-(2) bekezdésben meghatározott módon megismert személyes adatot, magántitkot, gazdasági titkot vagy üzleti titkot továbbít vagy felhasznál.

## Minősített esetei
A büntetés 1 évtől 5 évig terjedő szabadságvesztés, ha az (1)-(3) bekezdésben meghatározott tiltott adatszerzést
- a) hivatalos eljárás színlelésével,
- b) üzletszerűen,
- c) bűnszövetségben vagy
- d) jelentős érdeksérelmet okozva

követik el.